# Rumours (Glee)
«Rumours» es el decimonoveno episodio de la segunda temporada de la serie de televisión estadounidense Glee y el cuadragésimo primero de su cómputo general. Fue escrito por Ryan Murphy y dirigido por Tim Hunter. El episodio cuenta con las versiones de seis canciones, todas lanzadas como sencillos en formato digital y cuatro de ellas incluidas en la octava banda sonora de la serie: Glee: The Music, Volume 6. En «Rumours» Sue (Jane Lynch) publica varios rumores en el periódico escolar que enfrentan a los miembros de New Directions. Mientras tanto, April Rhodes (Kristin Chenoweth) regresa a Lima desde Broadway para intentar involucar a Will (Matthew Morrison) en su nuevo proyecto.
El episodio recibió críticas dispares. Amy Reiter, de Los Angeles Times, escribió que «el episodio tuvo sus momentos que hicieron divertido a lovin' Glee», pero calificó la subtrama de Sue Sylvester de «cansada». Muchos críticos quedaron impresionados con lo bien que se incorporó la música del álbum al episodio, incluida Erica Futterman, de Rolling Stone, que escribió «las canciones de Rumours encajan en el drama de New Directions de forma orgánica». Los segmentos de «Fondue for Two» fueron los favoritos de los críticos, y se desarrollaron a partir de una idea de uno de los fans del programa.
El estreno de «Rumours», emitido el 3 de mayo de 2011 en Estados Unidos por la cadena Fox, consiguió una audiencia media de 8,85 millones de espectadores y una cuota de pantalla de 3,7/11 en la franja demográfica que incluye a las personas de entre 18 y 49 años.

## Sinopsis
La entrenadora de los animadores Sue Sylvester (Jane Lynch) publica rumores respecto a los integrantes de New Directions y mientras tanto ellos descubren que la familia de Sam Evans (Chord Overstreet), el padre de este se había quedado sin trabajo, por lo tanto estaba viviendo en un motel con sus padres y sus hermanos. 
Mientras tanto, el director del coro Will Schuester (Matthew Morrison) recibe la visita de su amiga April Rhodes (Kristin Chenoweth), quien intenta involucrarlo en su nuevo proyecto "Cross Rhodes" la historia de su vida, pero él se rehúsa porque el adora al club. El capítulo gira en torno a la banda Fleetwood Mac, porque el último disco que habían sacado antes de separarse se llamaba Rumours.
Artie Abrams (Kevin McHale) se enfrenta a Brittany: se enfada porque Brittany no puede reconocer que le está engañando con Santana, y la llama estúpida. Brittany se aleja llorando, afirmando que él era el único que nunca la había llamado así hasta entonces, y canta «Never Going Back Again». Santana se sincera con Brittany sobre sus verdaderos sentimientos cantándole «Songbird». Acepta ir al programa de entrevistas online de Brittany para que Brittany la invite al baile de graduación, pero se echa atrás en el último momento. Más tarde, Brittany escucha a Santana decir en una entrevista para The Muckraker que está enamorada de Dave Karofsky (Max Adler), su compañero de fórmula para rey y reina del baile.
La mayoría de New Directions, menos Kurt y Sam, se reúnen para tomar un café y especular sobre la pareja ausente. Quinn mantiene que Kurt nunca engañaría a su novio Blaine (Darren Criss) y afirma que Sam no es gay. Cuando Finn y Rachel reanudan su vigilancia esa noche, ven a Quinn saliendo de la misma habitación de motel, y a Sam dándole un abrazo antes de volver a entrar.
Al día siguiente, el periódico publica un artículo sobre Finn y Rachel, que fueron vistos en su vigilancia. Quinn está furiosa con Finn, y Finn ya está enfadado por haber visto a Quinn con Sam. Se enfrentan y luego cantan una versión mordaz del dúo «I Don't Want to Know» como tarea para el Glee Club. Quinn le da un ultimátum: si Finn quiere que su relación continúe, no puede cantar más duetos con Rachel. Rachel tiene otras ideas, y más tarde le canta «Go Your Own Way» a Finn, que la acompaña a la batería. Se lanzan algunas agudas acusaciones antes de que Sam revele amargamente que estaba en el motel porque sus padres están desempleados y su familia vive allí ahora que su casa ha sido embargada, Kurt estaba trayendo a Sam algo de ropa, y Quinn estaba ayudando a Sam a cuidar a su hermano y hermana menores. Sam se marcha enfadado. Cuando el club descubre a través de Quinn que Sam ha empeñado su guitarra, se la compran y le ofrecen su apoyo. Sam lleva a sus hermanos a un ensayo del coro y todos cantan «Don't Stop».

## Producción

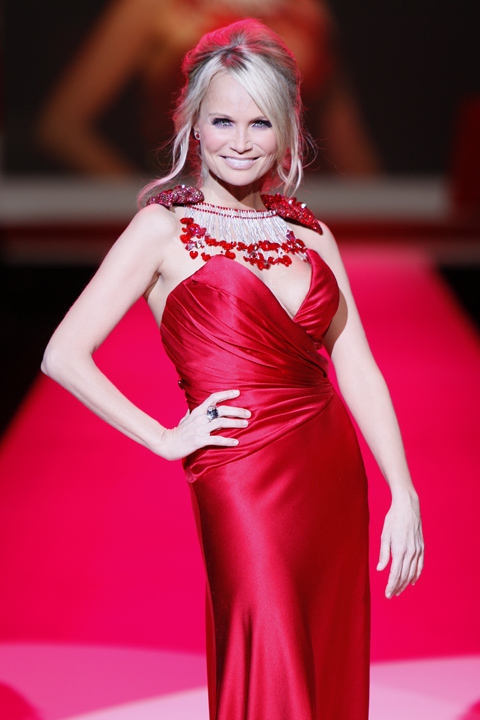
«Rumours» supone para Kristin Chenoweth (en la foto) su tercera participación en Glee como April Rhodes tras los episodios «The Rhodes Not Token» y «Home».

Ryan Murphy, uno de los creadores y productores ejecutivos de Glee, declaró a TVLine el 16 de marzo de 2011 que la serie había conseguido los derechos de Rumours, el decimoprimer trabajo de la banda Fleetwood Mac, debido al deseo de él, Ian Brennan y Brad Falchuk de realizar un episodio dedicado a un álbum, en oposición a aquellos ya realizados donde se rindió tributo a algún cantante, como «The Power of Madonna» o «Britney/Brittany». El episodio, escrito por el propio Murphy, comparte además el título con dicho álbum y en él son versionadas seis de sus canciones: «Never Going Back Again» por Kevin McHale, «I Don't Want to Know» por Dianna Agron y Cory Monteith, «Dreams» por Kristin Chenoweth y Matthew Morrison, «Songbird» por Naya Rivera, «Go Your Own Way» por Lea Michele, y «Don't Stop» por los miembros del reparto que, dentro de la ficción, forman el coro New Directions. Todas ellas fueron lanzadas como sencillos, disponibles en formato digital, y las cuatro últimas fueron incluidas en la octava banda sonora de la serie: Glee: The Music, Volume 6.
Un total de once actores aparecen en «Rumours» como artistas invitados. Entre ellos se encuentran los miembros del reparto recurrente James Earl, Josh Sussman, Lauren Potter, Harry Shum, Jr., Ashley Fink y Chord Overstreet, quienes interpretan al deportista Azimio, el reportero Jacob Ben Israel, la animadora Becky Jackson, y los integrantes del coro Mike Chang, Lauren Zizes y Sam Evans, respectivamente. La actriz y cantante Kristin Chenoweth interviene por tercera vez como artista invitada en Glee —tras su participación en los episodios «The Rhodes Not Taken» y «Home», ambos incluidos en la primera temporada de la serie—, interpretando a April Rhodes, una mujer con problemas de alcoholismo que cursó la educación secundaria en la misma época que Will (Matthew Morrison) y que, en su última aparición, prometió dejar la bebida y se marchó a Broadway para formar parte del reparto del musical The Wiz. Cathy Doe interpreta a una barista, Connie Ventress a una cliente de una cafetería, y Ava Chelsea Ingram y Cody Hamilton a Stacey y Stevie, los hermanos pequeños de Sam Evans.

## Recepción

### Audiencia
El estreno de «Rumours», emitido el 3 de mayo de 2011 en Estados Unidos por la cadena Fox, consiguió una audiencia media de 8,85 millones de espectadores y situó a Glee como la tercera opción más vista de su franja horaria —8-9 p. m.— y la sexta de la noche. Esta cifra supone un aumento con respecto al episodio anterior, «Born This Way», que fue visto por 8,616 millones de espectadores y se convirtió en la audiencia más baja de la temporada. La compañía Nielsen, que se encarga de medir las audiencias de televisión en Estados Unidos, divide a los espectadores en franjas demográficas y, generalmente, la más valorada es aquella que incluye a las personas de entre 18 y 49 años. «Rumours» alcanzó un 3,7% de rating (cuota sobre el total de hogares con televisor, esté o no conectado) y un 11% de share (cuota sobre el total que televisores que sí están conectados) en dicha franja. Estos datos, al igual que la audiencia total, suponen un aumento con respecto a «Born This Way», que obtuvo un 3,4% y un 9%, respectivamente, y situaron a Glee como el séptimo más visto de la semana en esta franja demográfica.

### Críticas
"Rumours" se encontró con críticas mixtas a favorables de los críticos. Amy Reiter, del Los Angeles Times, escribió que "el episodio tuvo sus momentos que hicieron divertido a Glee". Aly Semigran de MTV dijo: "No fue un episodio perfecto, pero ciertamente fue una mejora en los últimos". Lisa Respers France de CNN comento "tenía toda un bollo de pañuelos" en la mano cuando el elenco cantó el final de "Don't Stop" y concluyó: "Bien interpretado, Glee".
James Poniewozik de Time dijo "mientras que 'Rumours' tenía sus defectos ... la estructura permitió que el programa sirviera a las historias", y en particular elogió cómo "las canciones se integraron en el drama". Semigran y Erica Futterman de Rolling Stone coincidieron con este último punto, y Futterman escribió que "a pesar de una premisa temática forzada, las canciones de Rumours encajan en el drama de New Directions de una manera orgánica". Kevin Fallon de The Atlantic calificó el enfoque del episodio en las canciones de Fleetwood Mac como "un cambio de ritmo". A Robert Canning de IGN le gustó el concepto del álbum, pero sintió que "no se entregó por completo". Le dio a "Rumours" una calificación "buena" de 7 sobre 10, y escribió: "Lo que hizo que el episodio fuera al menos levemente entretenido fueron los fragmentos de comedia. Los segmentos de Brittany 'Fondue For Two' fueron fantásticos". La mayoría de los otros revisores estaban igualmente enamorados de los segmentos "Fondue for Two", incluidos los mencionados Reiter, Poniewozik, Semigran y Respers France.
Futterman alabó el regreso del personaje de Chenoweth, April Rhodes, y Raymund Flandez, de The Wall Street Journal, dijo que «aporta una ligereza, un humor y una chifladura que resultan entrañablemente simpáticos». Fallon escribió: «Cada sonrisa socarrona, cada ceja arqueada y cada nota cantada de Chenoweth ha sido lo mejor de la semana». Reiter se mostró poco entusiasta: reconoció «las increíbles facultades de Chenoweth», pero añadió que «su personaje, que al principio no era muy convincente, se ha agotado». La subtrama de Will pensando en ir a Broadway con April fue muy criticada: tanto Meghan Brown, de The Atlantic, como Bobby Hankinson, del Houston Chronicle, dijeron que no había ninguna tensión porque el espectador sabe que él se quedará. Zack Handlen, de The A.V. Club, calificó todo el escenario de «ridículo», aún más por el marco de tiempo tan comprimido, y su ensayo general de «extraño», críticas de las que se hizo eco Brown.
En general, las escenas de Sue no fueron bien recibidas. Aunque Canning escribió que el periódico «ofrecía muchas risas», Sandra González, de Entertainment Weekly, describió la subtrama del periódico como «ni importante ni sustanciosa» y se mostró poco impresionada con los «cambios de vestuario aleatorios y aterradores», y Reiter dijo que la historia de Sue era «tan manida como las noticias de segunda mano». Poniewozik dijo que el episodio «reconocía que ella no es realmente un personaje, sino un obstáculo humano», lo que sugirió que era «una mejor forma de utilizarla».
Según Hankinson, «una de las mejores partes del episodio se centró en Brittany y Santana, pero creo que todos los protagonistas -Artie, Finn, Rachel y Quinn también- hicieron un gran trabajo retratando la tensión y la desconfianza que invaden al equipo». Anthony Benigno, de The Faster Times, opinó que la serie era «absurdamente sermoneadora» en el tema de los rumores, aunque dijo que el episodio era «decente». La escena en la habitación del motel con Sam, Rachel, Finn y el hermano y la hermana de Sam fue calificada por Handlen como «posiblemente la escena más conmovedora de todo el episodio», y Poniewozik escribió que «Chord Overstreet vendió el sentimiento de pérdida de Sam». Canning opinó lo contrario: «Puede que hubiera tenido más impacto si Sam nos importara más o si Chord Overstreet hubiera hecho más creíbles las lágrimas, pero tal y como estaban las cosas, era un drama normal y corriente».
La evolución de la relación entre Brittany y Santana recibió una atención considerable. John Kubicek, de BuddyTV, opinó que la trama carecía de sentido y dijo que "se reducía a: No estoy preparado para salir del armario. Estoy listo. Ahora ya no lo estoy". Y añadió: «Si vas a hacer que Santana se cuestione a sí misma, al menos muéstralo y no hagas que todo ocurra fuera de la pantalla». Tanto Hankinson como Respers France quedaron impresionados por la actuación tanto de Morris como de Rivera. Hankinson escribió: «Parece que su relación se está desarrollando orgánicamente», mientras que Respers France elogió a Morris por la escena de la ruptura de Brittany con Artie, y a Rivera por superar con creces sus expectativas.

## Comercialización
Cinco de las seis versiones interpretadas en «Rumours» se estrenaron en el Billboard Hot 100: «Go Your Own Way» debutó en el número cuarenta y cinco, «Songbird» en el número sesenta y ocho, «Don't Stop» en el número setenta y nueve, «Never Going Back Again» en el número ochenta y uno, y «Dreams» en el número noventa y dos. El sexto, «I Don't Want to Know", no trazó. Las primeras cuatro canciones de Glee  en el Hot 100 también aparecieron en el Billboard Canadian Hot 100: «Go Your Own Way» debutó en el número treinta y uno, «Don't Stop» en el número sesenta y cinco, «Songbird» en el número setenta, y «Never Going Back Again» en el número ochenta. Las posiciones máximas alcanzadas por "Songbird" y "Go Your Own Way" fueron cincuenta y cuatro y treinta, en el Reino Unido y Australia respectivamente. De las seis canciones de Rumours que aparecieron en el episodio, cuatro también aparecieron en el octavo álbum de la banda sonora de la serie, Glee: The Music, Volume 6: «Songbird», «Don't Stop», «Go Your Own Way» y «Dreams».
El episodio también despertó un renovado interés por Fleetwood Mac y su álbum de mayor éxito comercial, y «Rumours» volvió a entrar en la lista Billboard 200 en el número once, la misma semana en que el nuevo álbum en solitario de Nicks, «In Your Dreams», debutó en el número seis. Las dos grabaciones vendieron algo menos de 30.000 y 52.000 unidades, respectivamente. Las descargas de música representaron el noventa y uno por ciento de las ventas de Rumours. El aumento de las ventas de Rumours representó un incremento del 1.951%, y supuso la entrada más alta en la lista de éxitos de Estados Unidos de un álbum publicado anteriormente desde que la reedición de Exile on Main St. de The Rolling Stones entrara en la lista en el número dos el 5 de junio de 2010. En Australia, el interés tuvo un efecto aún más profundo: cinco días después de la emisión del episodio, el álbum Rumours entró en las listas australianas en el número dos, y se situó en el número tres la semana siguiente. La mayoría de las ventas procedían de descargas digitales. En total, el álbum estuvo entre los cuarenta primeros durante nueve semanas consecutivas. Rumours recibió su certificación 13× Platino en Australia a finales de mayo de 2011.